# Пасажен (Параиба)
Пасажен (порт. Passagem) — муниципалитет в Бразилии, входит в штат Параиба. Составная часть мезорегиона Сертан штата Параиба. Входит в экономико-статистический микрорегион Патус. Население составляет 2216 человек на 2006 год. Занимает площадь 111,875 км². Плотность населения — 19,8 чел./км².

## Статистика
- Валовой внутренний продукт на 2003 год составляет 5 112 502,00 реалов (данные: Бразильский институт географии и статистики).
- Валовой внутренний продукт на душу населения на 2003 год составляет 2426,44 реалов (данные: Бразильский институт географии и статистики).
- Индекс развития человеческого потенциала на 2000 год составляет 0,628 (данные: Программа развития ООН).